# Ministeri de Cultura de Letònia
El Ministeri de Cultura de Letònia (en letó:Latvijas Republikas Kultūras ministrija) és una institució estatal de la República de Letònia que coordina la política i cultura nacional, seguint les regles establertes pel mencionat ministeri i la declaració del Consell de Ministres. Entre les seves responsabilitats es troben les biblioteques, museus, teatres, literatura, drets d'autor, monuments, música i arts visuals. La ministra de Cultura actual és Dace Melbārde a partir de 31 d'octubre de 2013.

## Composició
El Ministeri de Cultura consta de diverses divisions independents, amb un apartat principal de tres departaments:
- Departament de Cultura
- Departament d'Integració Social
- Departament de Fons de la Unió Europea

## Titulars de la República de Letònia
|    | Nom                    | Inici                  | Final                  | Partit                                               |
| -- | ---------------------- | ---------------------- | ---------------------- | ---------------------------------------------------- |
| 1  | Raimonds Pauls         | 16 de maig de 1990     | 20 de setembre de 1993 | sense partit                                         |
| 2  | Jānis Dripe            | 20 de setembre de 1993 | 21 de desembre de 1995 | Via Letona                                           |
| 3  | Ojārs Spārītis         | 21 de desembre de 1995 | 22 de juliol de 1996   | Unió d'Agricultors Letons                            |
| 4  | Rihards Pīks           | 12 d'agost de 1996     | 20 de juny de 1997     | Unió d'Agricultors Letons                            |
| 5  | Ramona Umblija         | 7 d'agost de 1997      | 26 de novembre de 1998 | Unió d'Agricultors Letons                            |
| 6  | Karina Pētersone       | 26 de novembre de 1998 | 7 de novembre de 2002  | Via Letona                                           |
| 7  | Inguna Rībena          | 7 de novembre de 2002  | 9 de març de 2004      | Partit de la Nova Era                                |
| 8  | Helēna Demakova        | 9 de març de 2004      | 12 de gener de 2009    | Partit Popular                                       |
| 9  | Ints Dālderis          | 12 de març de 2009     | 3 de novembre de 2010  | Partit Popular (fins al 19 de març de 2010)          |
| 9  | Ints Dālderis          | 12 de març de 2009     | 3 de novembre de 2010  | sense partit (19 de març de 2010-28 de juny de 2010) |
| 9  | Ints Dālderis          | 12 de març de 2009     | 3 de novembre de 2010  | Partit de la Nova Era (des del 28 de juny de 2010)   |
| 10 | Sarmīte Ēlerte         | 3 de novembre de 2010  | 25 d'octubre de 2011   | Unió Cívica                                          |
| 11 | Žaneta Jaunzeme-Grende | 25 d'octubre de 2011   | 16 de setembre de 2013 | Aliança Nacional                                     |
| 12 | Dace Melbārde          | 31 d'octubre de 2013   | actualitat             | sense partit (fins al febrer de 2014)                |
| 12 | Dace Melbārde          | 31 d'octubre de 2013   | actualitat             | Aliança Nacional (des de febrer de 2014)             |

## Titulars de l'RSS de Letònia
|   | Nom                                                                  | Inici | Final            | Partit                      |
| - | -------------------------------------------------------------------- | ----- | ---------------- | --------------------------- |
| 1 | Voldemārs Kalpiņš                                                    | 1953  | desembre de 1961 | Partit Comunista de Letònia |
| 2 | Vladimirs Kaupužs                                                    | 1962  | 1986             | Partit Comunista de Letònia |
| 3 | ?                                                                    | 1986  | 1988             | ?                           |
| 4 | Raimonds Pauls (com a president del Comitè Estatal per a la Cultura) | 1988  | 1990             | ?                           |